# Hollidaysburg
Hollidaysburg  è una borough degli Stati Uniti d'America, nella contea di Blair nello Stato della Pennsylvania. Secondo il censimento del 2000 la popolazione è di 5.368 abitanti.

## Società

### Evoluzione demografica
La composizione etnica vede una maggioranza di quella bianca (98,19%), seguita dagli afroamericani (0,82%) dati del 2000.
| borough di Hollidaysburg Popolazione |       |
| 2000                                 | 5.368 |
| Stima al 2009                        | 5.480 |